# New York Art Quartet
Le New York Art Quartet était une formation de free jazz constituée du saxophoniste John Tchicai, du tromboniste Roswell Rudd, du batteur Milford Graves et des bassistes Lewis Worrell, Reggie Workman et Finn Von Eyben. Ce groupe de jazz s'est formé en 1964, et a été un des quartet symboles du free jazz.

## Histoire du groupe
Fondé en 1964, le New York Art Quartet comprenait à l'origine le tromboniste Roswell Rudd, l'altiste danois (de père congolais) John Tchicai, le bassiste Don Moore et le batteur J.C. Moses. Au bout de quelques répétitions, ces deux derniers  étaient remplacés par Lewis James Worrell  et Milford Graves. Cette formation était sans piano, comme les premiers quartettes d'Ornette Coleman. Quatre mois après sa formation, ce groupe enregistrait, pour le compte d'ESP-Disk, l'un des disques culte, grâce en particulier au retentissement d'un titre : Sweet- Black Dada Nihilismus, mise en musique  d'un poème de LeRoi Jones, extrait de son recueil The Dead Lecturer. Quelques mois plus tard, il enregistrait un autre vinyle, non plus pour ESP-Disk mais pour Fontana Records.
En octobre 1965, Finn von Eyben et Louis Moholo remplaçaient Lewis Worrell et Milford Graves. L'ensemble ainsi constitué se produisait au Montmartre Jazzhus de Copenhague le 14 octobre, puis, dix jours plus tard, au Concert Hall of the Radio House.
Le groupe s'est reformé en 1999, avec la participation de Amiri Baraka.

## Discographie
- 1964: New York Art Quartet (ESP-Disk)
- 1965: Mohawk (Fontana Records)
- 2000: Reunion (DIW Records)
- 2010: Old Stuff (Cuneiform Records) (les deux concerts d'octobre 1965)
- 2013:  Call it art (Triple Point) (quatre heures d'enregistrement des années 1964-1965)